# Saint-Just-Malmont
Saint-Just-Malmont ist eine französische Gemeinde mit 4220 Einwohnern (Stand: 1. Januar 2022) im Département Haute-Loire in der Region Auvergne-Rhône-Alpes. Sie gehört zum Arrondissement Yssingeaux und zum Kanton Aurec-sur-Loire. Die Einwohner werden Saintjustaires genannt.

## Geographie
Saint-Just-Malmont liegt im Velay, einer Landschaft im französischen Zentralmassiv, am Flüsschen Échapre, der im Norden der Gemeinde aufgestaut wird. Umgeben wird Saint-Just-Malmont von den Nachbargemeinden Firminy im Norden, Le Chambon-Feugerolles im Norden und Nordosten, Saint-Romain-les-Atheux im Osten, Jonzieux im Südosten, Saint-Victor-Malescours im Süden, Saint-Didier-en-Velay im Südwesten sowie Saint-Ferréol-d’Auroure im Westen.

## Einzelnachweise

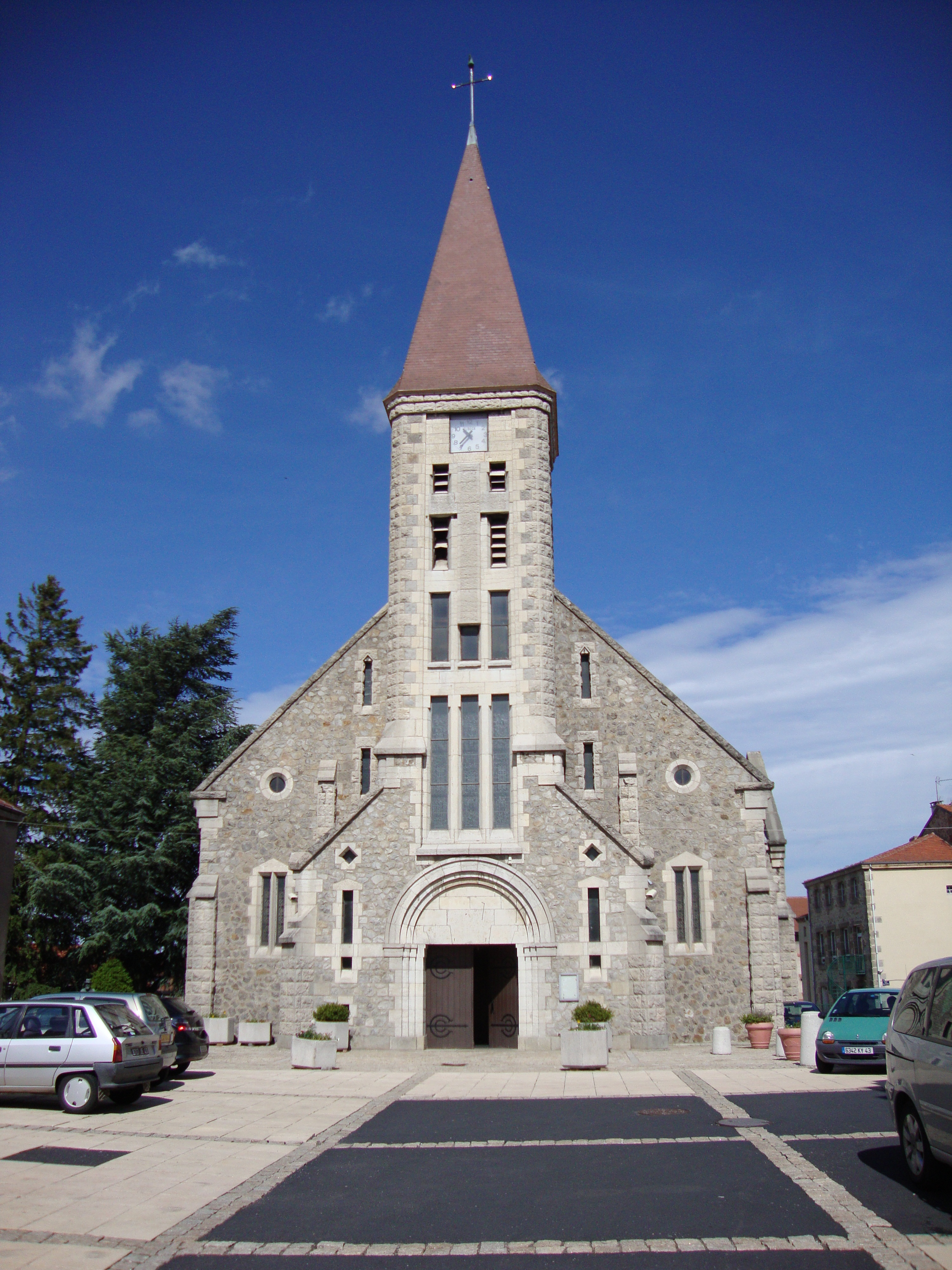
Kirche Saint-Just

## Bevölkerungsentwicklung
| Jahr                       | 1962 | 1968 | 1975 | 1982 | 1990 | 1999 | 2006 | 2017 |
| Einwohner                  | 2217 | 2346 | 2485 | 2885 | 3668 | 3951 | 4152 | 4194 |
| Quellen: Cassini und INSEE |      |      |      |      |      |      |      |      |

## Sport
Im Jahr 2022 führte die 14. Etappe der 109. Austragung der Tour de France durch die Gemeinde Saint-Just-Malmont. Im Ortszentrum wurde auf der Rue de Firminy an der Kreuzung zur Route du Fau mit der  Côte de Saint-Just-Malmont (833 m) eine Bergwertung der 3. Kategorie abgenommen. Sieger der Bergwertung war der US-Amerikaner Neilson Powless.

## Sehenswürdigkeiten
- Kirche Saint-Just